# 1877年ラザフォード・ヘイズ大統領就任式
第19代アメリカ合衆国大統領のラザフォード・B・ヘイズの就任式は、1877年3月5日月曜日にワシントンD.C.のアメリカ合衆国議会議事堂のイーストポルティコで行われた。これは23回目となる大統領就任式であり、大統領のラザフォード・B・ヘイズと副大統領のウィリアム・A・ウィーラーの唯一の任期の始まりとなった。
任期開始日である1877年3月4日は日曜日であったため、ヘイズはホワイトハウスのレッドルームで宣誓した。彼はホワイトハウスで大統領就任宣誓を行った最初の大統領となった。この式典は厳戒態勢の下、秘密裏に行われた。前年の選挙が大接戦に終ったことを受け、退任するグラント大統領はサミュエル・J・ティルデンの支持者による反乱を懸念し、一方で民主党による公開就任式の妨害が失敗に終わることを確信していた。
ヘイズは秘密裏の宣誓を終えた2日後に公の場で再び宣誓し、任期満了となる1881年3月4日まで大統領を務めた。ヘイズの最も有名な言葉である「彼は党に最もよく仕え、国に最もよく仕える者だ」はこの就任演説からの引用である。